# الکساندر باکنر
الکساندر باکنر (به انگلیسی: Alexander Buckner) سناتور سابق عضو حزب دموکرات ایالات متحده آمریکا بود. وی در سال ۱۸۳۱ تا ۱۸۳۳ میلادی سناتور ایالت میزوری در سنای ایالات متحده آمریکا بود.